# Nínox de Nova Bretanya
El nínox de Nova Bretanya (Ninox odiosa) és una espècie d'ocell de la família dels estrígids (Strigidae). Habita Bels boscos de Nova Bretanya, a les illes Bismarck. El seu estat de conservació es considera vulnerable.